# Grupo Cegasa
El Grupo Cegasa es un grupo empresarial español fundado en 1934. La empresa cuenta con más de 1000 empleados, unas ventas de más de 210 millones de euros y es propietaria de marcas como Cegasa, Solac y Decor.

## El grupo
El grupo tiene 4 empresas productivas, 15 filiales internacionales y está presente con sus productos en más de 60 países de los 5 continentes.

### Empresas del grupo
- CEGASA - Celaya, Emparanza y Galdós, S.A.: su actividad principal es la fabricación de pilas salinas y alcalinas para el mercado nacional y europeo. Posee una planta de producción situada en Vitoria (Álava).
- CEGASA ENERGIAPORTATIL - Energía Portátil, s.a.: fabrica pilas industriales, EMD (MnO2) y linternas. Tiene su sede social y planta de producción en Oñate (Guipúzcoa).
- CEGASA INTERNACIONAL - Celaya, Emparanza y Galdós Internacional, S.A.: su actividad principal es la comercialización de productos de gran consumo, fabricados tanto por otras empresas del grupo como por terceras compañías. Comercializa bajo las marcas Cegasa, Solac y Decor entre otras. Cegasa Internacional tiene su sede social en Vitoria y tiene numerosas filiales internacionales (Portugal, Francia, Reino Unido, Italia, Alemania, Polonia, Rep.Checa, Eslovaquia, Bulgaria, EE. UU. (Georgia), China (Suzhou, Hong Kong, Shenzhen)
- CEGA LOGISTICS - Cega Multidistribución, S.A.: es el operador logístico del Grupo Cegasa, que presta sus servicios tanto a las empresas del grupo, como a terceras compañías.
- CEGASA AVENIDADIGITAL - Avenida Digital S.A.U.: desarrolla e implementa negocios basados en internet/e-business.

## Historia
La empresa originaria al grupo se funda en 1934 en Oñate (Guipúzcoa) en 1934 con la fabricación de bienes de consumo para el hogar, principalmente pilas. Si bien la sede se trasladaría a Vitoria (Álava) en 1964.
En 1956 inician la fabricación de las primeras linternas de consumo en España así como la fabricación de bióxido de manganeso.
En 1989 lanzan al mercado la primera pila ecológica y en 2000 firman un acuerdo con la empresa Solac para la distribución y venta de sus productos previo paso a la incorporación de la empresa en 2005.
En 2005 adquiere la marca de productos de menaje de cocina Decor.